# Ercheia styx
Ercheia styx là một loài bướm đêm thuộc họ Noctuidae. Loài này có ở New Guinea.